# Patrick Reslow
Bert Patrick Reslow, tidigare Jönsson, född 28 maj 1970 i Slottsstadens församling i Malmöhus län, är en svensk politiker (sverigedemokrat, tidigare moderat). Han är ordinarie riksdagsledamot sedan 2010, invald för Sverigedemokraterna för Värmlands läns valkrets sedan 2018 (dessförinnan invald för Moderaterna för Malmö kommuns valkrets 2010–2018).

## Biografi
Reslow studerade vid Lunds universitet åren 1990–1998. Han avlade där juristexamen samt blev politices magister i statsvetenskap.

### Riksdagsledamot
Reslow är riksdagsledamot sedan valet 2010. I riksdagen är han ledamot i utbildningsutskottet sedan 2018. Reslow var ledamot i justitieutskottet 2010–2014 och konstitutionsutskottet 2014–2017. Han är eller har varit suppleant i bland annat EU-nämnden, justitieutskottet, konstitutionsutskottet och utbildningsutskottet.
Reslow lämnade Moderaterna den 17 maj 2017 och började istället representera Sverigedemokraterna i riksdagen. Som anledning till beslutet pekade Reslow bland annat på "... den havererade migrationspolitiken, Decemberöverenskommelsen och att oppositionen inte har använt sig av den riksdagsmajoritet som finns för flera frågor" enligt Svenska Dagbladet.
I Aftonbladets reportageserie Maktens kvitton ifrågasattes hans ersättningar för reseutlägg, varefter en förundersökning inleddes. Åklagaren beslutade i november 2019 att inte väcka åtal mot Reslow.